# Årets tv-tittare
Årets tv-tittare var en frågesport på TV4 som sändes i fyra avsnitt från och med den 5 januari 2009 med final den 12 januari 2009. Programmet leddes av Christine Meltzer och handlade om TV-året 2008.
I programmet deltog från början 99 deltagre vara sex av dessa kom till finalen. Vissa av frågorna som ställdes i tv-programmet kunde även tittarna svara på genom att ringa eller skicka ett sms. Överskottet från tävlingen tillföll Plan Sverige.